# Превземане на Гранада
Превземането на Гранада е последната битка на Гранадската война и Реконкистата – след няколкомесечна обсада на 2 януари 1492 година Гранада е превзета от войските на Кралство Кастилия и Леон
На 2 януари 1492 г. испанският авангард стъпил в Гранада. Начело яздел архиепископът Мендоса – примас на Испания. Зад него на разстояние от страх за евентуална засада яздели Исабела Кастилска и Фернандо Арагонски начело на основния отряд, който бил предвождан от Томас де Торквемада.